# Khundian
Khundian é uma cidade do Paquistão localizada na província de Punjab.